# Horrea Aniciana
Gli Horrea Aniciana erano magazzini della XIII regione augustea dell'antica Roma. Non sono ancora stati individuati e di essi è pervenuto solo il nome tramite le citazioni di testi antichi.
In particolare, sono menzionati nei Cataloghi regionari: la Notitia riporta Aniciana, mentre il Curiosum riporta Anicetiana, che è probabilmente il nome corretto. 
Presumibilmente dovevano sorgere nell'area dell'Emporium.